# Nawal Slaoui
Nawal Slaoui (sinh ngày 16 tháng 2 năm 1966) là một vận động viên trượt tuyết núi cao Maroc. Cô đã tham gia ba nội dung tại Thế vận hội mùa đông năm 1992.